# Boreophilia nearctica
Boreophilia nearctica är en skalbaggsart som beskrevs av Lohse in Lohse, Klimaszewski och Ales Smetana 1990. Boreophilia nearctica ingår i släktet Boreophilia och familjen kortvingar. Inga underarter finns listade i Catalogue of Life.